# Franz Wilhelm Jerusalem
Franz Wilhelm Jerusalem (* 21. Juni 1883 in Uerdingen; † 29. August 1970 in München) war ein deutscher Soziologe und Rechtswissenschaftler.

## Leben
Jerusalem war seit 1918 außerordentlicher und ab 1931 ordentlicher Professor für Völkerrecht und Hilfswissenschaften des öffentlichen Rechts, für allgemeine Soziologie sowie Rechts- und Staatssoziologie an der Universität Jena. Jerusalem richtete 1922 den dritten Soziologentag in Jena aus. Er war Mitglied in der Deutschen Gesellschaft für Soziologie. Gemeinsam mit seinem Assistenten Reinhard Höhn organisierte er 1934 ein weiteres Soziologentreffen in Jena, auf dem Ferdinand Tönnies als Präsident und Leopold von Wiese als Geschäftsführer der Deutschen Gesellschaft für Soziologie entmachtet wurden, was zur Gleichschaltung der Soziologenvereinigung notwendig war.
Wie manche Kollegen seiner Zeit arbeitete auch Jerusalem an einem geschlossenen soziologischen System. Seines rankte sich um den Begriff „Gemeinschaft“, erwies sich aber für die fachwissenschaftliche Entwicklung als unfruchtbar. Nach 1933 ließ sich dieser Systemansatz aber politisch für eine „Deutsche Soziologie“ instrumentalisieren. Dennoch hielt Jerusalem nach 1945 an seiner Theorie fest, spielte aber als akademischer Soziologe (wie schon in der Weimarer Republik) eine nachgeordnete Rolle.
Jerusalem beantragte am 30. Mai 1937 die Aufnahme in die NSDAP und wurde rückwirkend zum 1. Mai desselben Jahres aufgenommen (Mitgliedsnummer 5.909.190). Nach 1945 lehrte er an den Universitäten in Frankfurt am Main und München. Seine Schrift Das Verwaltungsrecht und der neue Staat (Frommann, Jena 1935) wurde in der Sowjetischen Besatzungszone auf die Liste der auszusondernden Literatur gesetzt, in der Deutschen Demokratischen Republik folgten auf diese Liste noch Gesetzmäßigkeit der Verwaltung oder Rechtmäßigkeit der Verwaltung? (Frommann, Jena 1938) und Der Staat (Fischer, Jena 1935).

## Schriften (Auswahl)
- Kriegsrecht und Kodifikation, Breslau: Kern, 1918.
- Völkerrecht und Soziologie (Erweiterter Vortrag), Jena: G. Fischer, 1921.
- Soziologie des Rechts. Bd. 1: Gesetzmässigkeit und Kollektivität, Jena: G. Fischer, 1925.
- Grundzüge der Soziologie, Berlin: Industrieverlag Spaeth & Linde, 1930.
- Der Staat, Jena: G. Fischer, 1935.
- Das Verwaltungsrecht und der neue Staat, Jena: Frommann, 1935.
- Gesetzmäßigkeit der Verwaltung oder Rechtmäßigkeit der Verwaltung? Jena: Frommann, 1938.
- Kritik der Rechtswissenschaft, Frankfurt am Main: Knecht, 1948.
- Das Recht der Montanunion, Berlin/Frankfurt am Main: Vahlen, 1954.
- Die Zersetzung im Rechtsdenken, Stuttgart: Kohlhammer, 1968.

## Weblink
- Literatur von und über Franz Wilhelm Jerusalem im Katalog der Deutschen Nationalbibliothek